# Grabkreuz des Johann Carl Gottlieb Seifert
Das Grabkreuz des Johann Carl Gottlieb Seifert ist ein unter Denkmalschutz gestelltes Grabkreuz, das sich auf dem alten Kirchhof der Katharinenkirche in der Kleinstadt Elsterwerda im südbrandenburgischen Landkreis Elbe-Elster befindet. Hier ist es südlich der Kirche in unmittelbarer Nähe der Friedhofsmauer zu finden und eines der wenigen erhaltenen Grabmäler des seit dem 19. Jahrhundert nicht mehr genutzten Friedhofes.

## Beschreibung und Geschichte
Johann Carl Gottlieb Seifert (* 30. April 1769; † 4. April 1837) war ab dem Jahre 1806 Hofgärtner am Schloss in Elsterwerda, wo er die Stelle des in den Palaisgarten in Dresden gewechselten Johann Matthäus Terscheck (1745–1809) übernahm, welcher als Spezialist für die Obst- und Gemüsegärtnerei galt. Als Seifert im Jahre 1837 verstarb, hatte er die Stelle des Hofgärtners in Elsterwerda 31 Jahre lang innegehabt. Seifert gelang es offensichtlich im Gärtnerhaus des Schlosses erfolgreich Ananaspflanzen anzubauen, so dass sich eine Darstellung derselben auch am Fuße seines Grabmals befindet.
Das gusseiserne Grabkreuz wird auf die Zeit um 1837/38 datiert. Im örtlichen Denkmalverzeichnis ist es unter der Erfassungsnummer 09136047 verzeichnet. Entstanden ist das 1,57 Meter hohe und 1,05 Meter breite Kreuz vermutlich in der Kunst- und Glockengießerei Lauchhammer.
Eine Sanierung des Kunstwerkes wurde im Jahre 2009 in der Kunstgießerei Lauchhammer vorgenommen und am Tag des offenen Denkmals desselben Jahres wieder eingeweiht.

| Inschrift auf dem Grabkreuz (Vorderseite) HERR JOHANN CARL GOTTLIEB SEIFERT 31 JAHR TREUVERDIENTER HOFGAERTNER ZU ELSTERWERDA; GEB. DEN 30. APRIL 1769, GEST. DEN 4. APRIL 1837. |

| Inschrift auf dem Grabkreuz (Rückseite) ÜBER DEN STERNEN WOHNT VERGELTUNG |